# Theaterinsel
Die Theaterinsel befindet sich in Gubin, einer Stadt im polnischen Teil der Niederlausitz, die bis 1945 ein Teil von Guben war. Sie erstreckt sich auf rund 370 Meter zwischen zwei Flussarmen der Lausitzer Neiße. Während der westliche Hauptarm die Staatsgrenze zwischen Deutschland und Polen bildet, ist der östliche Arm in seinem südlichen Verlauf seit langem versandet und trocken und erst in seinem weiteren Verlauf ab der Einmündung der Lubsza (Fluss) (Lubst) wasserführend. Sie ist nach einem dort einst gebauten Theater aus dem Jahr 1874 benannt.
Die Insel wurde im 19. Jahrhundert vom Schützenverein der Stadt genutzt. Sie errichtete auf der Schützeninsel einen Schießplatz sowie ein Schützenhaus. Von 1873 bis 1874 errichtete man in nur 15 Monaten Bauzeit nach Plänen von Oskar Titz ein Theater mit einer klassizistischen Fassade, das rund 750 Besuchern Platz bot. Die Eröffnung fand am 1. Oktober 1874 statt. Es überstand zwar den Zweiten Weltkrieg, wurde jedoch am 23. September 1945 von Brandstiftern angezündet. Heute erinnert ein neu aufgebautes Eingangsportal mit originalen Säulenresten an das Bauwerk.

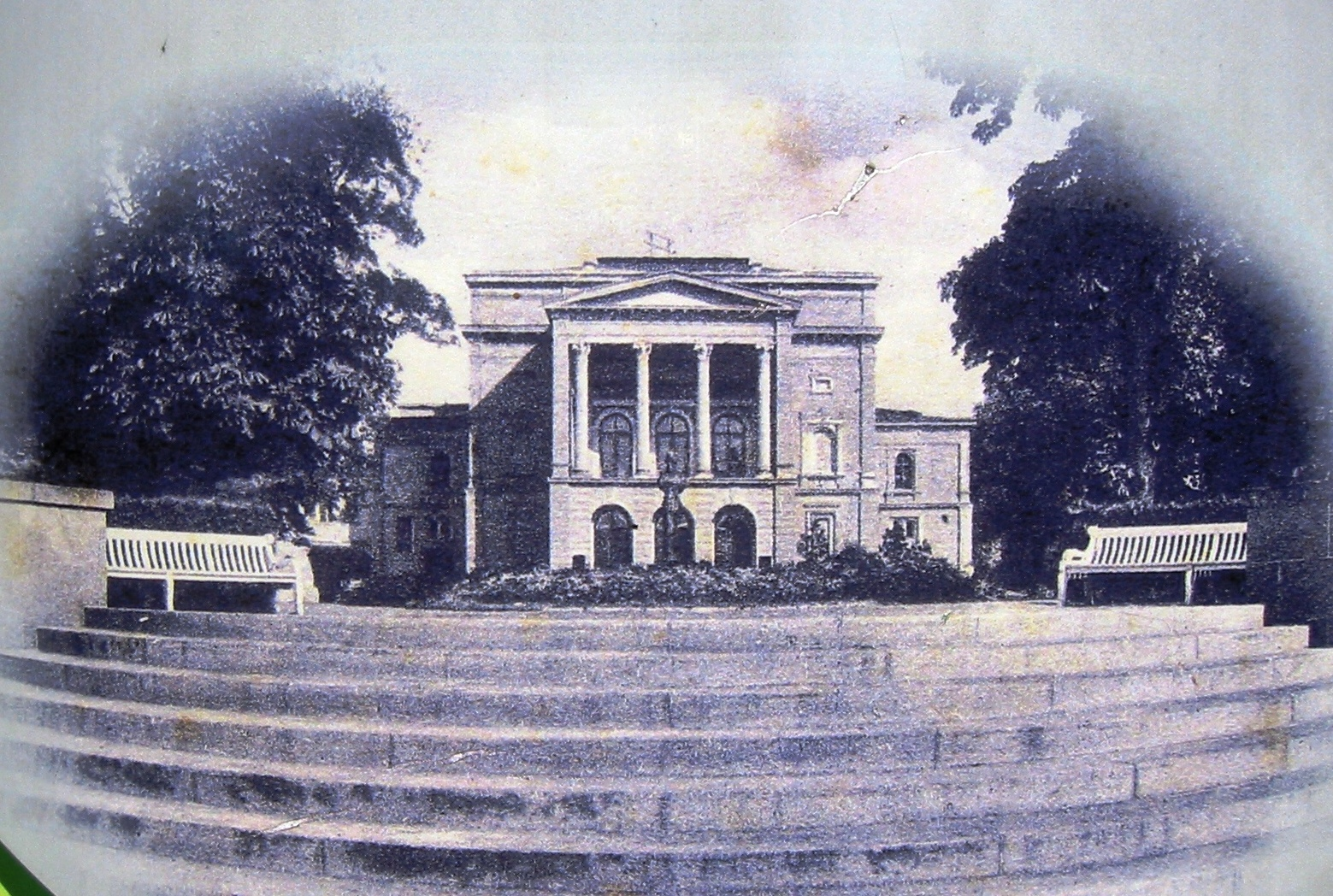
Theater von 1874

Nach dem Ende des Zweiten Weltkriegs lag die Insel unmittelbar an der Grenze zwischen Polen und der DDR und konnte von der Bevölkerung nicht betreten werden. Erst in den 1990er Jahren wurde sie wieder für den Publikumsverkehr geöffnet und mit dem Beitritt Polens zum Schengener Abkommen im Dezember 2007 durch eine zusätzliche hölzerne Fußgängerbrücke in Richtung Guben erschlossen. Der Eröffnung ging ein jahrelanger Streit voraus, der sich an einer fehlenden polnischen Baugenehmigung entzündete. Die deutsche Bauleitung ging davon aus, dass eine Baugenehmigung aus Polen nicht erforderlich sei. Die polnische Bauaufsicht in Krosno Odrzańskie sah die 650.000 Euro teure Brücke jedoch als „Schwarzbau“ an und forderte vom Gubener Bürgermeister eine Geldstrafe in Höhe von 60.000 Euro. Nach Vermittlungsgesprächen zwischen den Landräten der beiden Gemeinden wurde der Bau nachträglich auch von polnischer Seite aus legitimiert. 2010 erfolgte für rund 900.000 Euro eine Sanierung der Insel aus EU-Mitteln des Programms „Touristische Bewirtschaftung der Theaterinsel in der Europastadt Guben/Gubin“.

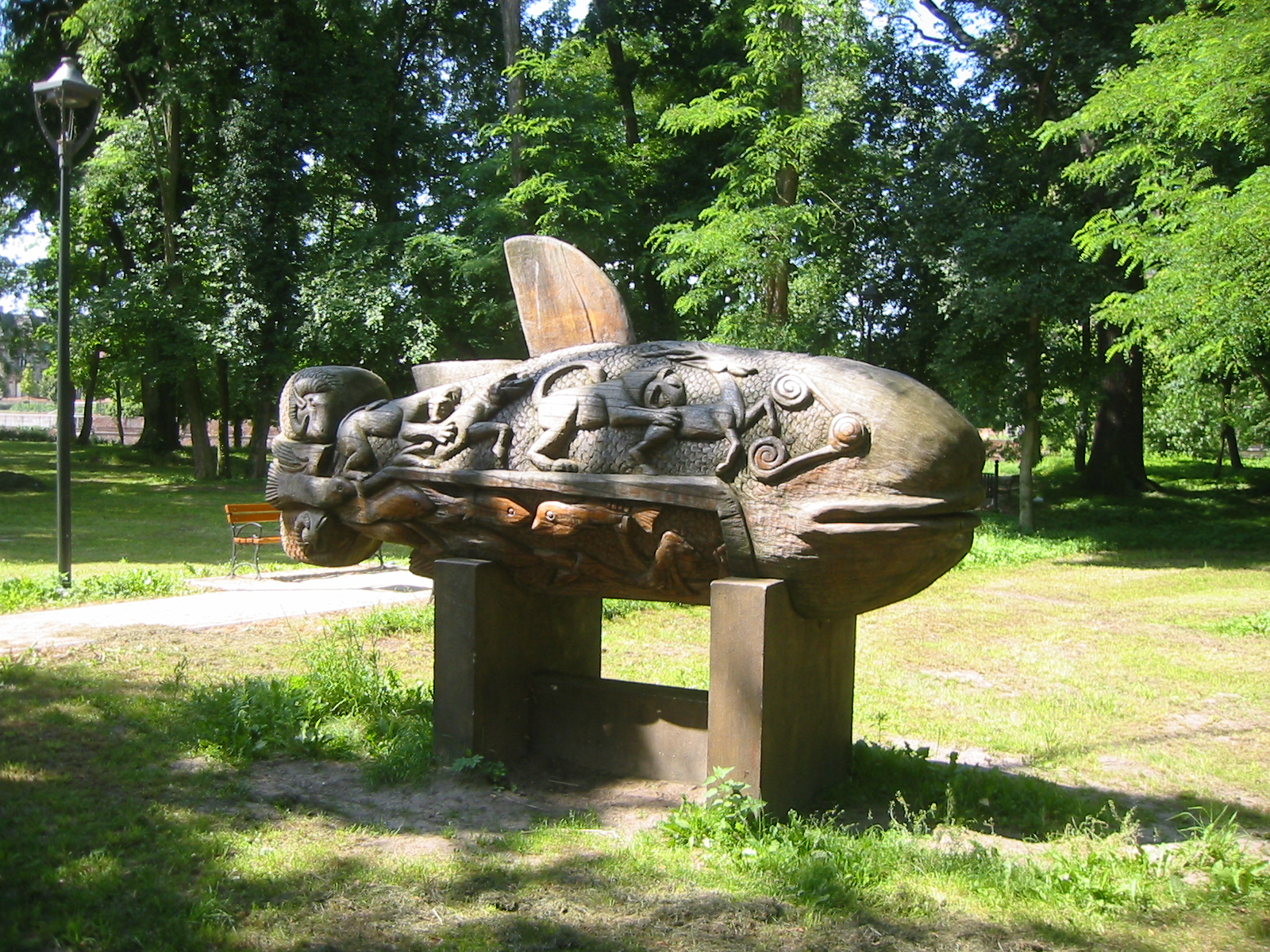
Goldschatz von Julian Zaplatynski

An der Südspitze befinden sich die Reste eines 1905 errichteten Denkmals für die deutsche Schauspielerin und Sängerin Corona Schröter (1751–1802), eine Ehrenbürgerin Gubens.
In der Mitte der bis zu 37 Meter breiten Insel befindet sich eine Skulptur von Julian Zapłatyński mit dem Titel „Goldschatz“. Sie zeigt einen aus einem Holzstamm gearbeiteten Fisch, der im Rahmen eines Bildhauerworkshops Insel der Phantasie entstand. Der Künstler will mit seinem Werk an den Goldschatz von Vettersfelde erinnern. Dieser Schatzfund aus dem Jahr 1882 besteht unter anderem aus einem Anhänger, einem Halsreif, einer Schwertscheide und einem Fisch. Teile des Schatzes gehören zu einer skythischen Rüstung, die um 500 v. Chr. datiert sind und sich heute im Alten Museum in Berlin befinden.
Aus Sicht der Stadtverwaltung in Guben wird die Entwicklung der Theaterinsel als ein „Schlüsselprojekt“ angesehen.